# Polidispersidad
La polidispersidad indica el grado de variación, o amplitud de una campana gausiana que representa los pesos moleculares de un polímero.
Es representada por la división del peso molecular promedio en masa, con respecto al peso molecular promedio en número: Mw/Mn
Los polímeros a diferencia de los compuestos de bajo peso molecular, no tienen un peso molecular único, sino que poseen una distribución de pesos moleculares. Este hecho complica el estudio de la física de polímeros, la cual tiene que ser estadística. Por ello se utiliza el peso molecular promedio. Sin embargo el promedio de pesos moleculares puede representar o incluir pesos muy distintos.
La polidispersidad es muy diferente en un polímero obtenido por polimerización por radicales libres que uno obtenido por polimerización aniónica, o por polimerización catiónica
La razón por la cual la polidispersidad en la polimerización por radicales libres es mayor, se debe a lo estadístico del crecimiento de las cadenas de polímero, determinado por los radicales libres, estos radicales cuya inestabilidad es alta y tienden a reaccionar rápidamente provocan alta ramificación de las cadenas y un crecimiento poco ordenado y terminación de cadenas con diferente grado de polimerización
En cambio, la polimerización aniónica, debido al orden y la regularidad de la reacción, así como su cinética de reacción, produce una polidispersidad muy baja.